# Âu Dương Phong
Âu Dương Phong (phồn thể: 歐陽鋒; giản thể: 欧阳锋; bính âm: Ōuyáng Fēng), ngoại hiệu là Tây Độc là một nhân vật trong tiểu thuyết võ hiệp Anh hùng xạ điêu của Kim Dung. Y cũng xuất hiện trong tác phẩm tiếp theo Thần điêu hiệp lữ.
Âu Dương Phong là chủ nhân núi Bạch Đà ở Tây Vực, là một kẻ độc ác, nhiều mưu ô thủ đoạn. Y võ công rất cao, thường dùng một cây gậy có thả hai con rắn độc ở đầu làm vũ khí. Tuyệt kỹ của y là Cáp Mô Công (một số tác giả dịch là Hà mô công và Lục chỉ cầm ma, Cáp mô hay Hà mô đều có nghĩa là con cóc, công phu này mô tả dáng vẻ của một con cóc nên được gọi là Cáp mô công). Với khả năng chế ra các loại thuốc độc không ai giải được, ông bị người trong giang hồ gọi là Lão Độc Vật. Khi buồn vì nhớ về người trong mộng, lão thường dùng đàn tranh để gảy Lục chỉ cầm khúc cho đỡ tủi thân nhưng Lục chỉ cầm ma lại là môn võ công đã thất truyền mà lại rất lợi hại.

## Tiền Anh hùng xạ điêu
Âu Dương Phong được miêu tả là một người thô kệch, đầu đội khăn xanh như người Hồi, râu quai nón, da đen bóng, mắt to tròn. Sau lần Hoa Sơn luận kiếm thứ nhất, Âu Dương Phong được bầu vào Thiên hạ ngũ tuyệt, danh xưng là Tây Độc. Tại quê nhà, y tư thông với chị dâu sinh ra Âu Dương Khắc. Tuy ngoài miệng gọi Âu Dương Khắc là cháu nhưng thực chất đó là con ruột của y. Âu Dương Phong rất thương yêu đứa con này và truyền võ nghệ của mình cho hắn.
Khi biết tin Vương Trùng Dương ốm nặng sắp qua đời, y liền tìm đến nhằm lấy cắp Cửu Âm chân kinh, không ngờ Vương Trùng Dương đã chuẩn bị trước, đánh y trọng thương. Âu Dương Phong đành chạy về Tây Vực dưỡng thương trong một thời gian dài.
Đánh hơi được một nửa bộ Cửu Âm Chân Kinh nằm trong tay Đông Tà Hoàng Dược Sư, y khéo léo kết bạn với Đông Tà.
Trong đời của Âu Dương Phong, người mà y yêu quý nhất là Âu Dương Khắc và Dương Quá.
| Kim Dung            | Kim Dung |
| ------------------- | -------- |
| Tiểu thuyết         |          |
| 飛 Phi              | 笑 Tiếu  |
| 雪 Tuyết            | 書 Thư   |
| 連 Liên             | 神 Thần  |
| 天 Thiên            | 俠 Hiệp  |
| 射 Xạ               | 倚 Ỷ     |
| 白 Bạch             | 碧 Bích  |
| 鹿 Lộc              | 鴛 Uyên  |
| Truyện ngắn         |          |
| 越女劍 Việt nữ kiếm |          |

## Anh hùng xạ điêu
Âu Dương Phong dẫn cháu y là Âu Dương Khắc tới đảo Đào Hoa, dạm hỏi cưới Hoàng Dung nhưng không thành. Mục đích nghe ngóng Cửu Âm Chân Kinh thất bại, cháu của y tạm thời mượn bản đồ đảo Đào Hoa nghiên cứu. Trên đường quay về, y quyết đấu với Bắc Cái Hồng Thất Công. Dù được Bắc Cái tha cho nhưng thừa lúc ông ta sơ hở, y dùng rắn độc cắn Hồng Thất Công bị thương nặng. Y cùng Âu Dương Khắc, Quách Tĩnh, Hoàng Dung, Hồng Thất Công cùng bị trôi dạt vào đảo hoang. Tại đây Hoàng Dung dùng mưu đè gãy chân Âu Dương Khắc.
Rời đảo, y và Âu Dương Khắc nhập bọn với Dương Khang và Hoàn Nhan Hồng Liệt. Dương Khang muốn bái Âu Dương Phong làm sư phụ, nhưng bị Âu Dương Phong từ chối với lý do môn phái Bạch Đà chỉ truyền thụ cho một đệ tử, và Âu Dương Phong đã tuyên bố chỉ truyền nghệ cho Âu Dương Khắc. Dương Khang sau đó lập mưu giết chết Âu Dương Khắc để Âu Dương Phong không còn người nối nghiệp mà truyền thụ võ nghệ cho mình. Âu Dương Phong không biết việc này nên bất đắc dĩ nhận Dương Khang làm đệ tử, cũng không vội truyền thụ ngay cho Dương Khang.
Âu Dương Phong cùng Dương Khang lên Đào Hoa đảo và giết chết năm người trong nhóm Giang Nam Thất Quái, chỉ để lại một mình Kha Trấn Ác vốn bị mù để đổ tội cho Hoàng Dược Sư. Nhưng mưu kế này sau đó bị Hoàng Dung phát hiện. Tại Miếu Thiết Thương, Hoàng Dung thông qua lời kể của Cô Ngốc đã vạch tội Dương Khang giết Âu Dương Khắc. Dương Khang sợ bị lộ chuyện nên định giết người diệt khẩu đánh một chưởng vào người Hoàng Dung, nhưng không ngờ lại trúng độc của Âu Dương Phong dính từ trước trên áo giáp của Hoàng Dung. Âu Dương Phong đã bỏ mặc Dương Khang bị trúng độc chết mà không cứu.
Sau đó, y đi theo và nhiều lần giao đấu với Quách Tĩnh để lấy Cửu Âm chân kinh. Sau cùng bị chàng đưa cho một bản Cửu Âm chân kinh giả, lại bị Hoàng Dung giải thích sai lệch khiến cho y luyện võ công sai, tẩu hoả nhập ma, nhưng vô tình lại khiến cho võ công y tăng tiến vượt bậc.
Tại Hoa Sơn luận kiếm lần thứ hai, Âu Dương Phong bất ngờ xuất hiện, đấu liên tiếp với Hồng Thất Công, Hoàng Dược Sư, Chu Bá Thông và Quách Tĩnh mà không ai địch lại y. Mặc dù cuộc Hoa Sơn luận kiếm lần thứ hai không chính thức định ra người có võ công cao nhất, nhưng mọi người tham dự đều ngầm coi công lực của Âu Dương Phong cao hơn so với những người còn lại.
Cuối truyện, Âu Dương Phong bị Hồng Thất Công chọc cho phát điên, đi bằng hai tay, hai chân giơ lên trời, không biết bỏ đi đâu.

## Thần điêu hiệp lữ
Trong phần tiếp theo, Âu Dương Phong vẫn điên loạn, nhận Dương Quá làm con nuôi, giúp chàng giải độc Băng phách ngân châm, dạy Cáp Mô công cho chàng. Lúc đầu bộ tiểu thuyết, Âu Dương Phong từng bị Quách Tĩnh truy đuổi, giao đấu bất phân thắng bại, sau đó bị thương nặng rồi chạy trốn đến miếu hoang. Kha Trấn Ác quyết trả thù xưa, đuổi theo tính giết Âu Dương Phong thì Dương Quá xuất hiện, dùng mẹo nhốt Kha Trấn Ác vào cái chuông lớn, cứu được Âu Dương Phong. Sau đó Dương Quá lên đảo Đào Hoa, Âu Dương Phong nhớ con nên bí mật lên đảo, nhưng không biết đường, lại bị vợ chồng Quách Tĩnh bắt gặp, ông và Quách Tĩnh giao đấu đến phút quan trọng thì Dương Quá chen vào, bí mật bảo ông rời khỏi đảo.
Sau khi Dương Quá bái Tiểu Long Nữ làm sư phụ và hai người đã rời khỏi Cổ Mộ sống dưới chân núi thì một ngày Âu Dương Phong tìm được Dương Quá. Ông muốn truyền thụ tuyệt học Cáp mô công cho Dương Quá nhưng sợ Tiểu Long Nữ nghe lén nên đã điểm huyệt nàng, dẫn đến việc Tiểu Long Nữ bị Doãn Chí Bình làm nhục. Khi đang truyền Nghịch luyện Cửu Âm chân kinh cho Dương Quá, bị Dương Quá chỉ ra những chỗ sai, Âu Dương Phong lên cơn điên mà bỏ đi, không rõ tung tích.
Cuối cùng, trên đỉnh Hoa Sơn, Âu Dương Phong gặp lại được Dương Quá và Hồng Thất Công, lúc này đang truy đuổi Tạng biên ngũ xú. Hai người lấy ngũ xú làm vật luyện công cùng nhau tỉ thí nội lực nhưng bất phân thắng bại. Sau đó, y và Hồng Thất Công giao đấu nhiều ngày, đem hết tuyệt học bình sinh ra giao đấu nhưng không thể đánh bại đối phương, đến lúc sinh tử hai người lại tỉ thí nội lực, đánh đến kiệt sức. Sau đó hai người cùng truyền thụ tuyệt học của mình là Linh Xà trượng pháp và Đả Cẩu bổng pháp cho Dương Quá để tranh tài. Âu Dương Phong suy nghĩ đến bạc đầu mà không thể phá giải được chiêu cuối cùng của Đả Cẩu Bổng Pháp. Khi chiêu cuối cùng của Hồng Thất Công bị giải phá, Hồng Thất Công đã kêu tên của Âu Dương Phong lên, cuối cùng làm cho Âu Dương Phong hồi phục trí nhớ, cả hai ôm nhau cười to mà chết. Mộ Âu Dương Phong được chôn tại đây, cạnh mộ của Hồng Thất Công.

## Tác phẩm khác
Trong tiểu thuyết Lộc Đỉnh ký của Kim Dung, cái tên Âu Dương Phong một lần nữa được nhắc đến. Y chính là người tạo ra Hoá Thi Phấn, loại độc dược thiêu huỷ xác chết mà Vi Tiểu Bảo thường xuyên sử dụng.

## Phim ảnh
- Anh hùng xạ điêu:

Dương Trạch Lâm (1976), Dương Trạch Lâm (1983), Long Thiên Tường (1988), Chu Thiết Hòa (1994), Vưu Dũng (2003), Từ Cẩm Giang (2008), Hắc Tử (2017).
- Thần điêu hiệp lữ: Tống Phong Nham (2014)